# Ballia (Distrikt)
Der Distrikt Ballia (Hindi: बलिया जिला , Urdu ضلع بلیا) ist ein Distrikt des indischen Bundesstaats Uttar Pradesh. Verwaltungszentrum ist die namensgebende Stadt Ballia.

## Geografie
Ballia ist der östlichste Distrikt von Uttar Pradesh und liegt in der Division Azamgarh an der Grenze zum Nachbarbundesstaat Bihar. Der Distrikt ragt keilförmig in das Gebiet Bihars hinein. Das Distriktgebiet hat eine Fläche von 2981 km² und gehört zur flachen und intensiv landwirtschaftlich genutzten Gangesebene. Seine Grenzen bilden der Ganges im Süden und dessen Nebenfluss Ghaghara im Norden, deren Zusammenfluss den östlichsten Punkt des Distriktgebiets markiert. Außer diesen beiden großen Strömen fließt noch der Chhoti Sarju, ein kleinerer Zufluss des Ganges, durch den Distrikt. Nördlich von Ballia liegt der See Suraha Tal, der durch das Flüsschen Kaithar Nadi mit dem Ganges verbunden ist. Während der Regenzeit fließt das Wasser des Ganges in den See, in der Trockenzeit kehrt sich die Fließrichtung um.
Nachbardistrikte sind Ghazipur im Südwesten, Mau im Westen, Deoria im Norden (alle Uttar Pradesh) sowie in Bihar Siwan und Saran im Nordosten, Bhojpur im Südosten und Buxar im Süden.

## Verwaltungsgliederung
Der Distrikt Ballia ist in die sechs Tehsils Rasra, Bansdih, Ballia, Bairia, Sikanderpur und Belthra Road unterteilt.

## Geschichte
Ballia wurde 1879 während der britischen Kolonialzeit als Distrikt der United Provinces eingerichtet. Zuvor war das Gebiet Teil des Distrikts Ghazipur gewesen. Nach der indischen Unabhängigkeit 1947 ging aus den United Provinces der Bundesstaat Uttar Pradesh hervor.

## Bevölkerung
Nach der indischen Volkszählung 2011 hatte der Distrikt Ballia 3.239.774 Einwohner. Zwischen 2001 und 2011 wuchs die Einwohnerzahl um 17 Prozent und damit etwas langsamer als im Mittel Uttar Pradeshs (20 Prozent). Die Bevölkerungsdichte lag mit 1088 Einwohnern pro km² über dem ohnehin schon hohen Durchschnitt des Bundesstaates (829 Einwohner pro km²). Dabei ist der Distrikt stark ländlich geprägt: Nur neun Prozent der Einwohner lebten 2011 in Städten. Die Alphabetisierungsrate lag mit 71 Prozent über dem Mittelwert Uttar Pradeshs (68 Prozent), aber etwas unter dem gesamtindischen Durchschnitt (73 Prozent).
Unter den Einwohnern des Distriktes stellten nach der Volkszählung 2001 Hindus mit 93 Prozent die große Mehrheit. Daneben gibt es eine muslimische Minderheit von knapp sieben Prozent.

## Städte
| Stadt         | Einwohner (2001) |
| ------------- | ---------------- |
| Ballia        | 102.226          |
| Bansdih       | 20.232           |
| Belthara Road | 17.185           |
| Chitbara Gaon | 20.211           |
| Maniyar       | 18.750           |
| Rasra         | 29.263           |
| Reoti         | 22.103           |
| Sahatwar      | 18.972           |
| Sikanderpur   | 21.790           |